# Валухін Костянтин Миколайович
Костянтин Миколайович Валухін (нар. 1901, місто Алатир Алатирського повіту Симбірської губернії, тепер Чувашія, Російська Федерація — розстріляний 22 червня 1940, Москва) — радянський діяч органів держбезпеки, начальник УНКВС по Омській області, 1-й секретар Свердловського обласного комітету ВКП(б). Входив до складу особливої трійки НКВС СРСР. Депутат Верховної Ради СРСР 1-го скликання (1937—1939).

## Біографія
Народився в родині фотографа. У 1910 році закінчив початкову школу в місті Алатирі, у 1920 році — Алатирську школу 2 ступеня.
У червні — листопаді 1920 року — курсант Вищої кулеметної школи запасної армії РСЧА. У листопаді — грудні 1920 року — помічник начальника кулеметної команди 65-го полку 22-ї артилерійської бригади РСЧА.
У грудні 1920 — лютому 1921 року — начальник кулеметної команди загону особливого призначення особливого відділу ВЧК 2-ї запасної армії. У лютому — липні 1921 року — начальник кулеметної команди загону особливого призначення морського особливого відділу ВЧК у місті Темрюк Кубанської області.
У липні 1921 — вересні 1922 року — начальник господарства, комендант, секретар особливого відділу 4-ї Петроградської кавалерійської дивізії.
У вересні 1922 — січні 1923 року — політичний керівник (політрук) політичного секретаріату військ ДПУ Північного Кавказу в місті Ростові-на-Дону.
У лютому — грудні 1923 року — помічник начальника особливого відділу 6-ї окремої кавалерійської дивізії в Східній Бухарі.
У грудні 1923 — вересні 1925 року — уповноважений особливого відділу Північно-Кавказького військового округу в місті Ростові-на-Дону.
Член РКП(б) з вересня 1924 року.
У вересні 1925 — січні 1927 року — курсант Вищої прикордонної школи ОДПУ СРСР у Москві.
У січні — лютому 1927 року — уповноважений особливого відділу 9-ї Донської кавалерійської дивізії. У лютому 1927 — січні 1928 року — помічник начальника особливого відділу 9-ї Донської кавалерійської дивізії.
У січні 1928 — листопаді 1929 року — помічник начальника 1-го відділення особливого відділу ОДПУ Північно-Кавказького військового округу. У листопаді 1929 — січні 1932 року — начальник 2-го відділення особливого відділу ОДПУ Північно-Кавказького військового округу.
У січні 1932 — січні 1934 року — начальник 1-го відділення особливого відділу Повноважного представництва ОДПУ по Північно-Кавказькому краю. У січні — липні 1934 року — помічник начальника особливого відділу Повноважного представництва ОДПУ по Північно-Кавказькому краю. У липні 1934 — червні 1936 року — помічник начальника особливого відділу УДБ УНКВС по Північно-Кавказькому краю. У червні — грудні 1936 року — заступник начальника особливого відділу УДБ УНКВС по Північно-Кавказькому краю.
14 — 25 грудня 1936 року — начальник особливого відділу УДБ УНКВС по Північно-Кавказькому краю. 25 грудня 1936 — 3 травня 1937 року — начальник 5-го відділу УДБ УНКВС по Північно-Кавказькому краю. 3 травня — 19 серпня 1937 року — помічник начальника УНКВС по Орджонікідзевському краю.
З 19 серпня 1937 по 27 квітня 1938 року — начальник Управління НКВС по Омській області. Входив до складу особливої трійки, створеної за наказом НКВС СРСР від 30 липня 1937 року, брав активну участь в сталінських репресіях.
27 квітня — 30 грудня 1938 (офіційно 9 січня 1939) року — в.о. 1-го секретаря, 1-й секретар Свердловського обласного комітету ВКП(б). У січні 1939 року відкликаний у розпорядження ЦК ВКП(б) до Москви.
У лютому — травні 1939 року — керуючий свинарського тресту «Свинотрест» Головного управління свинарських радгоспів Наркомату м'ясної і молочної промисловості СРСР в місті Калініні, РРФСР.
Заарештований 29 травня 1939 року. Засуджений Військовою колегією Верховного суду СРСР 9 травня 1940 року за статтями 58-1«б», 17-58-8, 17-58-11 КК РРФСР до страти. Розстріляний 22 червня 1940 року. Не реабілітований.

## Звання
- старший лейтенант державної безпеки (31.01.1936)
- капітан державної безпеки (20.12.1936)

## Нагороди
- орден Леніна (19.12.1937)
- знак «Почесний працівник ВЧК-ДПУ (XV)» (8.04.1934)
- почесна зброя (1931, 1932), почесна грамота і годинник (1927)